# Sulzbachtal
Sulzbachtal è un comune di 480 abitanti della Renania-Palatinato, in Germania, sulle rive del fiume Lauter, affluente del Glan.
Appartiene al circondario (Landkreis) di Kaiserslautern (targa KL) ed è parte della comunità amministrativa (Verbandsgemeinde) di Otterbach.